# Dominic Deville
Dominic Deville (* 1975 in München) ist eine Schweizer Kindergartenlehrperson, ein Satiriker und Autor. Von 2016 bis 2023 moderierte er die Late-Night-Show Deville auf SRF 1.

## Leben
Mit sechs Jahren kam Deville 1981 nach Luzern. 1988 kam er mit der Punkszene in Kontakt. In der Jugend war er Sänger in verschiedenen Bands. Er machte in Luzern eine Ausbildung zur  Kindergartenlehrperson und arbeitete von 1996 bis 2000 in diesem Beruf.
Von 2000 bis 2003 hielt er sich in Berlin auf, wo er als Erzieher arbeitete und anderen Tätigkeiten nachging, so auch als Hörspielautor. Nach der Rückkehr in die Schweiz schrieb er unter anderem Theaterstücke und Kolumnen. Er moderierte und gründete eine Eventagentur sowie eine Punkband. 2008 verlieh ihm der Kanton Luzern einen Werkpreis.
2010 zog Deville in den Raum Zürich und kehrte vorübergehend in den Kindergartenberuf zurück. Passend dazu hiess 2012 sein erstes Soloprogramm «Kinderschreck». Ausser auf Kleinkunstbühnen trat er in Fernsehsendungen wie «Comedy aus dem Labor» und «Giacobbo/Müller» auf.
Im Sommer 2015 trat er in der Rolle eines Kapitäns der «Seerose» als Entertainer beim Jubiläumsfestival für 200 Jahre Tourismus in der Zentralschweiz auf. Sidekick des Programms «Mann über Bord!» war Patrick Karpiczenko, mit dem er ab 2016 auch als Moderator der Late-Night-Show zusammenarbeitete. Diese wurde für SRF zuerst im Zürcher Club «Mascotte» und seit 2019 im «Folium» im Sihlcity aufgezeichnet. Im Frühling 2016 wurde sie von SRF zusammen mit zwei anderen Comedy-Formaten probeweise ausgestrahlt. Als einziges Format blieb sie weiter im Programm. 2022 gab Deville bekannt, dass er nach der 15. Staffel im Frühjahr/Sommer 2023 mit dieser Sendung aufhören werde.
2019 gehörte er zu den Mitwirkenden an dem europaübergreifend erstellten Musikvideo Do they know it’s Europe. 2023 wurde er mit dem deutschsprachigen Kabarett-Preis Salzburger Stier ausgezeichnet. Mit seinem Solo-Programm "OFF" feierte er 2024 sein Bühnencomeback.
Dominic Deville lebt mit seiner Partnerin, der Schauspielerin Simone Kern, und zwei Kindern in Zürich.

## Filmografie

### Filme
- 2017: Flitzer (Regie: Peter Luisi)
- 2019: Die fruchtbaren Jahre sind vorbei (Regie: Natascha Beller)
- 2020: Advent Advent (Regie: verschiedene)

### Fernsehserien
- 2016–2023: Deville Late Night (SRF)

## Bühne
- 2012: Kinderschreck (Soloprogramm)
- 2015: Bühnenschreck (Soloprogramm)
- 2018: Pogo im Kindergarten (Lesung)
- 2024: OFF! (Soloprogramm)

## Auszeichnungen
- 2008: Werkpreis Kanton Luzern
- 2013: Die Krönung Burgdorf
- 2023: Salzburger Stier[5]